# 朝吹三吉
朝吹 三吉（あさぶき さんきち、1914年2月7日 - 2001年2月3日）は、日本のフランス文学者、翻訳家であり、慶應義塾大学名誉教授である。フランス文学の研究と翻訳において多大な貢献を果たした。

## 生涯
実業家・朝吹常吉の三男として、東京府（現在の東京都）に生まれた。慶應義塾幼稚舎、普通部を経て慶應義塾大学予科を1年で修了後、1933年にフランスへ渡った。パリ16区に所在する名門リセ・ジャンソン・ド・サイイ、およびパリ大学で学び、1939年に帰国した。
帰国後の1946年、慶應義塾大学文学部フランス文学科の専任講師に就任し、後に同大学法学部の教授となった。1979年に慶應義塾大学を定年退職した。その間、6年余りにわたりユネスコパリ本部文化局次長を務めた。

## 業績
ジャン・ジュネの『泥棒日記』の翻訳のほか、妹である朝吹登水子との共訳によるシモーヌ・ド・ボーヴォワールの翻訳で広く知られている。これらの翻訳を通して、フランス文学の魅力を日本に紹介し、日本の文学界に大きな影響を与えた。

## 親族
- 祖父は三井系企業の重役を歴任した朝吹英二。
- 父の朝吹常吉は朝吹英二と澄（福沢諭吉の姪、中上川彦次郎の妹）の三男。母の磯子は長岡外史の娘。
- 妻の京（1920年生）は政治家で第54代衆議院議長・石井光次郎の長女。東京音楽学校卒。京の母方祖父が政治家で立憲政友会正統派の総裁を務めた久原房之助、母方を通じて大隈信幸、五島昇と縁戚にあり、京の兄弟にシャンソン歌手の石井好子、ブリヂストンサイクル社長の石井公一郎などがいる。公一郎の妻を通して石橋正二郎、鳩山一郎、団琢磨の各一族とも親戚。京は1967年に佐川急便の広告制作を手掛けるストーンウェル株式会社を設立、代表を務めた[1]。
- 長男の朝吹誠はザ・フィンガーズ創立メンバーで、社団法人海外広報協会（JCIC）理事長、ジャパン･インフォメーション･ネットワーク（JIN）代表取締役社長[2][3][4]。JCICは海外への日本情報発信を目的とした外務省外郭団体で（名誉会長福田赳夫、会長加賀美秀夫、評議員佐川清ほか。2012年解散）、JINはその下請け企業[3]。日本情報のWeb発信[5]、日本に関する英文ニュース発行（ジェイ・キャスト参照）のほか、アニメ「ロックマン 星に願いを」など、JCIC出資による各種広報物を製作した。
- 次男・朝吹亮二は詩人、慶大法学部教授（フランス文学）。小説家で第144回芥川龍之介賞を受賞した朝吹真理子は孫娘。
- 三男の朝吹剛は母の跡を継ぎ1983年より広告代理店ストーンウェル代表取締役社長[1]。
- 兄弟に朝吹英一、朝吹正二、朝吹四郎、妹に朝吹登水子、その娘婿牛場暁夫は、フランス文学者で慶大名誉教授。
- ノーベル化学賞を受賞した野依良治とは、親族関係である（三吉の祖父・朝吹英二と良治の曽祖父・野依範治が兄弟）。

## 著作
- 『文集 朝吹三吉』（新潮社） 1994 ※非売品

## 翻訳
- 『泥棒日記』（ジャン・ジュネ、新潮社） 1953、新潮文庫 1968、のち改版 1990、ほかに様々な版で再刊
- 『テーゼ』（アンドレ・ジッド、新潮文庫） 1954
- 『女たちへの手紙』（ジャン＝ポール・サルトル、二宮フサ、海老坂武共訳、人文書院） 1985
- 『私自身のための優しい回想』（フランソワーズ・サガン、朝吹登水子共訳、新潮社） 1986、新潮文庫 1995

### シモーヌ・ド・ボーヴォワール
- 『レ・マンダラン』（シモーヌ・ド・ボーヴォワール、新潮社） 1966
- 『美しい映像』（シモーヌ・ド・ボーヴォワール、朝吹登水子共訳、人文書院） 1967
- 『女性と知的創造』（シモーヌ・ド・ボーヴォワール、朝吹登水子共訳、人文書院） 1967
- 『老い』（シモーヌ・ド・ボーヴォワール、人文書院） 1972
- 『決算のとき』（シモーヌ・ド・ボーヴォワール、二宮フサ共訳、紀伊国屋書店） 1973 - 1974
- 『ボーヴォワール - 自身を語る』（朝吹登水子共訳、人文書院） 1980
- 『青春の挫折』（シモーヌ・ド・ボーヴォワール、朝吹登水子共訳、人文書院） 1981
- 『別れの儀式』（シモーヌ・ド・ボーヴォワール、二宮フサ、海老坂武共訳、人文書院） 1984

## 評伝
- 石村博子『孤高の名家 朝吹家を生きる 仏文学者・朝吹三吉の肖像』角川書店、2013年。